# لورا غونزاليس
لورا غونزاليس (بالإسبانية: Laura González) هي لاعب كرة قدم أمريكية كولومبية، ولدت في 8 فبراير 1993 في ميديلين في كولومبيا.

## وصلات خارجية
- لورا غونزاليس على موقع اللجنة الأولمبية الدولية (الإنجليزية)
- لورا غونزاليس على موقع أوليمبيديا (الإنجليزية)